# Goroka
Goroka est la capitale de la province des Hautes-Terres orientales de Papouasie-Nouvelle-Guinée.
C'est une ville d'environ 21 000 habitants en 2013, située à 1 600 mètres d'altitude. Elle se trouve sur la Highlands Highway (« route des hautes terres »).

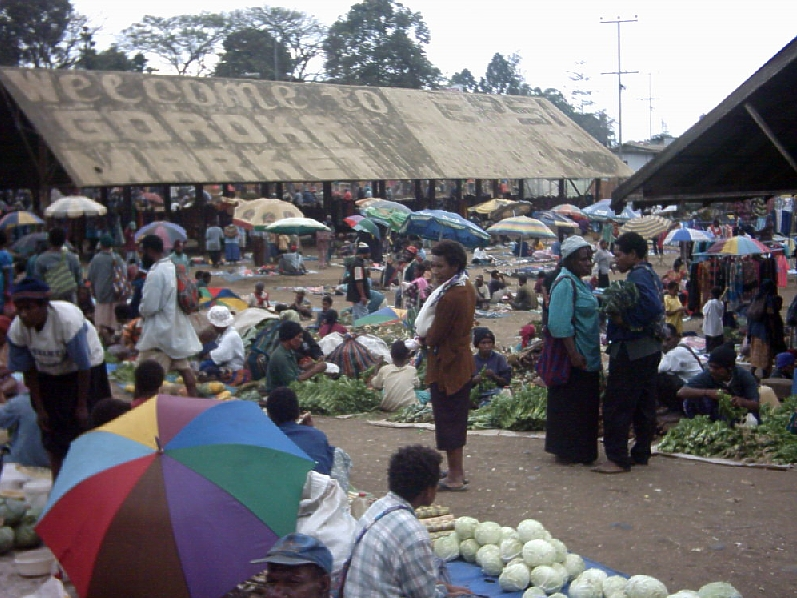
un marché à Goroka.

## Évènements
Le Goroka Show (en) (rassemblement tribal et événement culturel) a lieu chaque année à l'occasion de la fête de l'Indépendance du pays (le 16 septembre).

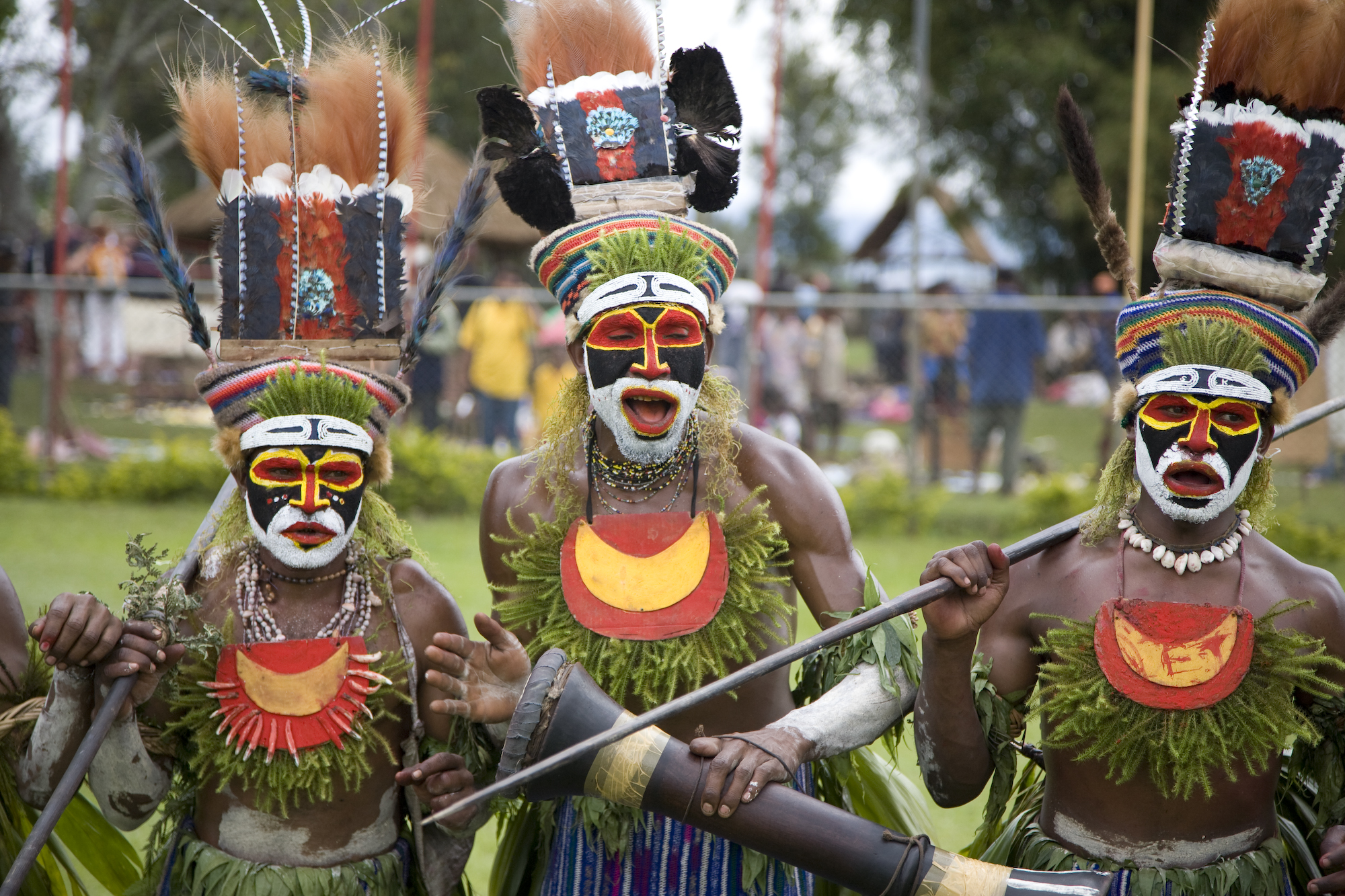
Le Goroka Show.

## Climat
Goroka possède un climat tropical de mouson en bordure d'un Climat tempéré humide des hautes terres (Köppen: Aw/Cfb); se modifié par sa position seulement six dégres de l'équateur, 1 546 m en altitude sur le niveau de la mer. Par conséquent, les temps maximales demeure cohérement modérément chaudes (25,6 à 27,5 ºC); tandis que les temps minimales ne descendent que jusqu'à 14,9 à 16,2 ºC durant tous les mois. De plus, les précipitations annuelles sont abondantes (environ 1 722,5 mm) et fréquentes (en moyenne 203 jours pluvieux. Pourtant, il y a une courte saison sèche entre juin et août.
| Mois                                | jan.  | fév.  | mars  | avril | mai   | juin | jui. | août | sep.  | oct.  | nov.  | déc.  | année   |
| ----------------------------------- | ----- | ----- | ----- | ----- | ----- | ---- | ---- | ---- | ----- | ----- | ----- | ----- | ------- |
| Température minimale moyenne (°C)   | 15,5  | 16,2  | 16,2  | 15,7  | 15,4  | 15,1 | 14,9 | 14,9 | 15,6  | 15,4  | 15,7  | 16,1  | 15,6    |
| Température maximale moyenne (°C)   | 26,7  | 26,5  | 26,5  | 26,9  | 26,3  | 26,1 | 25,6 | 26   | 26,2  | 27    | 27    | 27,5  | 26,5    |
| Précipitations (mm)                 | 153,4 | 214,5 | 272,2 | 175,7 | 151,9 | 43,8 | 70,4 | 49,2 | 150,1 | 132,1 | 145,4 | 163,8 | 1 722,5 |
| Nombre de jours avec précipitations | 21    | 21    | 24    | 17    | 16    | 10   | 13   | 12   | 17    | 17    | 18    | 17    | 203     |